# シルヴィア・カートライト

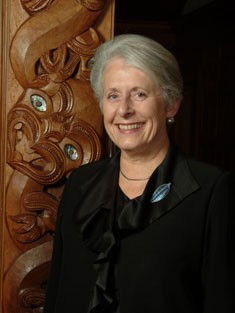
シルヴィア・カートライト

シルヴィア・カートライト（Dame Silvia Cartwright、PCNZM, DBE, QSO, 1943年11月7日 - ）は、ニュージーランドの法律家、元判事。第18代ニュージーランド総督。Dame（デイム）とはナイトと同様の意味合いの女性の称号。

## 来歴
ダニーデンの名門オタゴ・ガールズ・ハイスクール卒業。オタゴ大学にて法学を専攻し卒業。
1989年にニュージーランドで女性として初となる地方裁判所判事に就任。1993年に女性として初となる最高裁判所判事に就任。最高裁判所の首席裁判長をつとめアジア太平洋国内人権機関フォーラムなどにも参加。主に女性の人権向上・保護のために活動。2001年に総督に就任。任期は5年間だが2005年1月に任期が4ヵ月延長され、2006年8月任期満了。
この間、ニュージーランドの国家元首はエリザベス2世、首相はヘレン・クラークであり、国家元首、総督、首相と三拍子そろって女性であった。
カンボジア特別法廷判事を歴任し、ニュージーランド総督退任後は弁護士としてオークランド女性弁護士協会の設立に参加し活動している。